# Rupnica
Rupnica je jedinstveni geološki spomenik prirode jugozapadno od Voćina, na mjestu nekadašnjeg kamenoloma. Jedna je od znamenitosti unutar parka prirode Papuk.
Ovdje je izraženo stubasto lučenje vulkanskih stijena čiji sastav nije detaljno ispitan, a nastaje hlađenjem lave koja ima heterogen sastav. Površina koja se prva ohladi puca u obliku četverokuta, peterokuta ili šesterokuta. Stupovi su uspravni, osim onih u središtu koji su povijeni.
Lokalitet Rupnica je kao prvi geološki spomenik prirode u Hrvatskoj zaštićen još od 14. listopada 1948. godine.

## Vanjske poveznice
|  | Zajednički poslužitelj ima još gradiva o temi Rupnica |